# Kim U-jong
Kim U-jong (korejsky 김우용) nebo (anglicky Kim Woo-yong), (* 26. září 1971 v Pchjongčchangu, Jižní Korea) je bývalý korejský zápasník volnostylař. V roce 1999 získal v turecké Ankaře titul mistra světa. V roce 2000 se během jihokorejské olympijské kvalifikace zranil a na olympijských hrách nikdy nestartoval. V roce 2001 ukončil sportovní kariéru. Věnuje se trenérské práci.